# Willowtip Records
Willowtip Records — хэви-метал-лейбл со штаб-квартирой в Zelienople в Пенсильвании.

## История
Willowtip Records была основана в 2000 году Джейсоном Типтоном. Лейбл специализируется на дэт-метале и грайндкоре, в основном техничных направлений. Первым релизом стал совместный мини-альбом Fate of Icarus и Creation Is Crucifixion. Типтон заявил, что больше всего гордится выпуском альбома Onset of Putrefaction группы Necrophagist. Он не был доступен в США или в других местах, пока Willowtip Records не начали её перераспределения[что?].
Willowtip Records также сотрудничал с группой Cephalic Carnage для выпуска мини-альбома Halls of Amenti. В истории лейбла есть группы из Бельгии, Канады, Германии, Финляндии, Италии, Швеции и Австралии.
В середине 2007, Willowtip Records вступила в партнёрство с голландским дэт-метал-лейблом Neurotic Records для распространения своих ранее недоступных релизов в Северной Америке. Willowtip Records также заключила лицензионное соглашение с Candlelight Records.

## Действующие контракты
- Afgrund
- Alarum
- As Eden Burns
- Beyond Terror Beyond Grace
- Blood Freak
- Capharnaum
- Circle of Dead Children
- Corpus Mortale (только в Северной Америке)
- Crotchduster
- Defeated Sanity
- Defeatist
- Desecravity
- Dim Mak
- Disavowed (только в Северной Америке)
- Electro Quarterstaff
- Gigan
- Goatsblood
- Gorod
- Harakiri
- Illogicist
- Impaled
- Infanticide
- Kalibas
- Macabre
- Magrudergrind
- Malignancy
- Maruta
- Odious Mortem
- Phobia
- Prostitute Disfigurement (только в Северной Америке)
- Rune
- Severed Savior
- Sophicide
- Spawn of Possession (только в Северной Америке)
- Squash Bowels
- Sulaco
- Terminal Function
- Ulcerate
- Visceral Bleeding (только в Северной Америке)
- Vulgar Pigeons

## Расторгнутые контракты
- Arsis
- Cephalic Carnage
- Commit Suicide
- Creation Is Crucifixion
- Crowpath
- Fate of Icarus
- Fleshgod Apocalypse
- Ion Dissonance
- Kill the Client
- Leng Tch'e
- Misery Index
- Necrophagist
- Neuraxis
- Psycroptic
- Rotten Sound
- Sadis Euphoria
- Sickening Horror
- The Dying Light
- The Year of Our Lord
- Upheaval
- Watchmaker